# Николай Бодаревски
Николай Корнилиевич Бодаревски е украински и руски портретист, жанров живописец и пейзажист, член на организацията на Передвижниците, академик.

## Биография
Николай Бодаревски е роден на 25 ноември 1850 г. в Одеса, в дворянското семейство на титулярен съветник. По негови думи е потомък на старинния род на молдовските владетели Чегодар-Бодарескул. Прието е да се смята, че фамилия Бодаревски са от полски произход, въпреки че родът се мести там от Бесарабия. Родителите на момчето са собственици на жилища в Одеса, които дават под наем.
Бодаревски е обаятелна личност. Дъщерята на Павел Третяков, Вера, описва външността му като напълно хармонична – висок, красив мъж, с къдрави, руси коси със златист оттенък, светлокафяви очи и правилни черти. По нейни думи, въпреки че осъзнава неотразимостта на красотата си, той я приема като несъществена даденост и се държи скромно.
Първото си художествено образование Николай получава в Одеското рисувално училище към Обществото за поощряване на изящните изкуства. През 1869 г., въпреки нежеланието на родителите си, постъпва в Императорската художествен академия, където учи при историческия живописец Тимофей Неф, релитиозния художник Пьотър Шамшин и баталиста Василий Верешчагин. През цялото време на обучението преподавателите го смятат за един от най-талантливите си ученици. Завършва Академията през 1873 г. През 1871 получава два малки и два големи сребърни медала за рисунки и етюди от натура. Две години по-късно е удостоен с два малки златни медала за „Давид свири на арфа пред Саул“. За рисуваната по академична програма картина „Апостол Павел разяснява догмите на вярата пред цар Агрипа“ през 1875 г. получава званието класен художник по историческа живопис І степен.
През 1881 г. живописецът представя на академична изложба картините си „Почивката на св. Николай“ и „Пренасяне мощите на св. Николай в Бари“. От 1884 г. става член на организацията на Передвижниците, участва редовно в изложбите им и ежегодно показва между 3 и 10 портрета и битови картини на тях. От 1900 е член и на Дружеството на южноруските художници. През 1908 г. получава званието академик в Императорската художествена галерия. През 1913 в Санкт Петербург е организирана негова персонална изложба.
Николай Бодаревски живее и работи главно в Украйна. Датата на смъртта му е неизвестна но се знае, че умира през 1921 г. в Южна Украйна. Погребан е в старото гробище на Одеса при храма „Вси светии“. Гробът на художника не е запазен, тъй като през 1934 г. гробището е затворено и около 200 000 гроба са унищожени, заедно с храма. На негово място е организиран парк за отдих и култура. Унищожени са и останалите гробове на известни жители на Одеса – на Лев Пушкин, най-малкия брат на Александър Пушкин, актрисата Вера Холодная, ръководителя на отбраната на града по време на Кримската война Дмитрий Остен-Сакен, героя от Руско-турската война, национален герой на България и Русия, генерал Фьодор Радецки и други.

## Творчество
Творчеството на Николай Бодаревски започва с историческа и жанрова живопис в стил реализъм. И като жанров приоритет, и като характер на реалистичната живопис, работите на художника се отнасят към „късните передвижници“. Те разработват същите традиционни теми и сюжети, но без предишното широко социално обобщение и емоционална наситеност.
Бодаревски разполага с широк творчески диапазон, той може успешно да рисува всичко – платна с историческа и религиозна тематика, пейзажи, портрети, салонни и жанрови сцени. В академичните изложби художникът участва главно с религиозни платна, но широката известност му донася портретната живопис.
В края на 1890-те в творбите му все по-често се появяват салонни мотиви, на границата на добрия вкус. Част от передвижниците не одобряват новата живопис на Бодаревски, особено след прсъединяването към тях на нови, млади творци – Витолд Бялиницки-Бируля, Станислав Жуковски, Пьотър Петровичев, Леонард Туржански, за които Бодаревски е съвсем неприемлив. Отношенията с много от колегите му са изопнати, постепенно художникът се превръща в тежест за передвижниците и някои от тях искат той да бъде изключен от организацията. Според устава им обаче, това не може да стане, тъй като не е извършил никакво престъпление. Измежду главните му противници е пейзажистът Ефим Волков, който често открито го обижда и кара работниците да свалят платната му от передвижническите изложби. Съвременниците им разказват, че не минава изложба, без Волков да нападне художника с остри думи, унижаващи достойнството и самолюбието му. Въпреки всичко, живописецът не изоставя передвижниците и редовно участва в техните излжби.
Новият вид произведения на Бодаревски си има свое специфично търсене и по-късно картините му са широко отразени в художествени картички. Въпреки голямата си популярност докато е жив, споменът за него и творбите му почти напълно избледняват след смъртта му.

### Жанрова живопис
Извън стените на Академията тече художествен живот, различен от академичния, и тематиката на Бодаревски бързо се променя. Създава историческото платно „Минин призовава народа към спасение на Отечеството“ (1883) и картините „Старият рибар“ (1883), изложена в Третяковската галерия, „Ловци за тетереви“ (1884) и други. Част от произведенията, представящи художника като жанрист, са „Сватба в Малорусия“ (1887), „Първият ден на Успенския пост в Малорусия“ (1892), „На среща“ (около 1890), „Малорусия. Момиче с гъски“ (1892), „Дълбоко в гората“ (около 1900), „Авторът и моделът“ (1912), „Сираче“, „Сред шумния бал“, „Антични танци“. Картината „Сватба в Малорусия“ е изложена в Държавния руски музей. Платното „Увлекателен разговор“ (1916) се намира в Държавния художествен музей на Алтайския край, рисуваната на картон „С книга“ (1905) се пази в частна колекция.
Заради салонните му произведения колегите на Бодаревски го упрекват във всеядност, чужди за передвижниците теми и липса на социална острота. Според тях изкуството трябва да отразява реалния живот, т.е. живота на бедните селяни, просяците, пияниците, религиозните фанатици, а една сцена на майка и дете, печащи се на слънце например, не изглежда жизненоважна. При него даже селяните не изглеждат така нещастни и измъчени, както при передвижниците, а селските деца не предизвикват състрадание. Към този вид работи на художника спадат актовите картини „Амазонка“, „Любимец“ (1905), „Модел“, „Лежаща гола жена“, „Гола жена в ателието“ и трите рисувани преди 1921, съхранявани в частни колекции. Картините, които най-силно раздразват передвижниците са „Слънчеви бани“ (около 1900), чиято тема е твърде далечна от важните за членовете на организацията и „Вакханка“, окачествена от художника Л. Попов като „по-омерзителна от всички разлагащи се трупове“.
- Малорусия. Момиче с гъски (1892)
- Момиче от Малорусия (1892)
- Дълбоко в гората (около 1900)
- Момиченце с коте
- Авторът и моделът (1912)
- Увлекателен разговор (1916)

### Религиозна живопис
През 1870-те Бодаревски рисува главно икони и картини на религиозна тематика. Като художник често работи в стил академизъм, но използвайки и маниери от други съвременни стилове в руската живопис, като например модерн – „Апостол Павел на съд“ (1875), „Смъртта на Николай Чудотворец“. Точно така се характеризират и работите му по оформлението на храма „Възкресение Христово“ в Санкт Петербург, издигнат на мястото, където Александър II е смъртно ранен от руски терорист. Там Бодаревски разкрива неочаквана своя страна на талантлив религиозен художник.
В храма са изработени уникални мозаечни композиции от Виктор Васнецов, Михаил Нестеров, Андрей Рябушкин, Николай Харламов и други живописци. По 16 ескиза на Бодаревски са изпълнени мозайките на северния малък иконостас „Свети Владимир Киевски“ и „Света Мария Магдалена“. На малкия южен иконостас са мозайките „Света царица Александра“ и „Свети Николай Чудотворец“, също така „Дева Мария с два ангела“, „Архидякон Лаврентий“, „Емануил“, „Свети архидякон Стефан“, два серафима и 4 архангела. На пилоните в западната част на храма са изработени мозайките „Предателството на Юда“ и „Христос пред Пилат“.
- Света царица Александра
- Свети Владимир Киевски
- Свети Николай Чудотворец
- Света Мария Магдалена
- Христос пред Пилат
- Предателството на Юда

### Портрети
В историята на живописта Бодаревски остава главно с многобройните си портрети. През 1844 г. рисува „Портрет на момиче“ – дете, което не е от аристократичното съсловие, а от средната класа или от интелигенцията. Образът е обобщаващ и създаден с много дълбочина. Картината се намира в Саратовския художествен музей. От създадените от Бодаревски произведения, в Третяковската галерия се намират още портретите на сестра му Елена Корнилиевна, също художничка (1879) и на Олга Буришкина (1897). По-късно рисува портрети на писателя Иван Бецкий (1889), балерината Любов Рославлева (1896), „Момиче от Млорусия“ (1892), пазен в частна колекция, „Красавица-декадентка“ (1903), „Женски портрет“ (1915), „Девойка с роза“, „Портрет на малко момиченце“, „Момиченце с коте“ и други.
През 1889 г. руският диригент и пианист Василий Сафонов, директор и главен вдъхновител за строителството на Голямата зала на Московската държавна консерватория, поръчва на Бодаревски 14 портрета на известни композитори за украса на залата – Лудвиг ван Бетовен, Михаил Глинка, Пьотър Чайковски, Рихард Вагнер, Франц Шуберт, Франц Йозеф Хайдн, Роберт Шуман, Феликс Менделсон Бартолди, Кристоф Глук, Георг Хендел и други. Картините са завършени и поставени на предвидените места при нейното откриване през март 1901 г. През 1953 г. портретите на Менделсон, Глук, Хайдн и Хендел са изрязани от рамките им и свалени, а на тяхно място са поставени тези на Николай Римски-Корсаков, Модест Мусоргски, Александър Даргомижки и Фредерик Шопен. През 1999 г. портретите на Менделсон и Хайдн са открити случайно от ръководителя на Голямата зала, реставрирани и поставени на централния вход на партера. Местонахождението на портретите на Хайдн, Глук и още четири от работите на Бодаревски е неизвестно.
- Лудвиг ван Бетовен
- Пьотър Чайковски
- Франц Шуберт
- Роберт Шуман
- Михаил Глинка
- Рихард Вагнер

През 1890 г. Бодаревски преминава почти изключително на портретна живопис в стила на академизма. През 1907 г. рисува портрета на императрица Александра Фьодоровна, съпругата на Николай II. Изобразява я като красива и величествена жена, което напълно отговаря на истинския ѝ вид. Художникът не скрива нито първите следи на напредващата възраст, нито липсата на усмивка, нито вечната болка в очите ѝ заради болното ѝ дете.
Тази творба го прави моден, известен и търсен художник, чиито портрети се ползват с огромен успех, особено сред жените. Постепенно се превръща в салонен художник, работещ по поръчка и в произведенията си понякога започва да разкрасява и подмладява външността на позиращите дами. Всъщност, повечето му портрети се отличават с голямо сходство с моделите, цветова хармония и свободен маниер на рисуване, въпреки липсата на дълбока психологична характеристика. Абсолютно точно рисува модните им дрехи, като отразява и най-малките детайли. Позират му представители на московската и петербургската аристокрация – княгиня Тенишева, Ф. Раевска, членове на фамилиите Шереметиеви и Юсупови и много други личности от висшата класа.
Бодаревски рисува портретите на търговеца, литератор и колекционер Михаил Морозов и на майка му Варвара Дмитриевна. През 1897 г. прави портрет и на съпругата му, колекционерка на руска и европейска живопис, Маргарита Кириловна. Видът на композицията на нейния портрет е широко разпространен в края на 19 век, но не винаги е приеман радушно от купувачите. Морозова е изобразена в цял ръст с открита бална рокля и наметната с дълга кожена пелерина. Тоалетът е допълнен с много дълга огърлица от големи, еднакви перли. Ръцете са полускрити, а краката не са нарисувани. Впоследствие Бодаревски ползва същата композиция за портретите на Нина Есаулова, княгиня Оболенска (около 1890), Александра Фьодоровна от 1907 г., княгиня Гагарина, рисуван през 1911 г. и други. Портретът на императрицата става една от причините за присвояването му на званието академик през следващата година.
- Маргарита Морозова (1897)
- Олга Буришкина (1897)
- Княгиня Гагарина (1911)
- Императрица Александра Фьодоровна (1907)
- Александра Фьодоровна (1907)
- Женски портрет (1915)

### Пейзажи
Бадаревски рисува и пейзажи, които обаче не са му приоритетни – „Поглед към Кремъл и река Москва в нощта на коронясването на Николай II“ (около 1896). Природата, която изобразява, сама по себе си е красива и, според него, не се нуждае от ефектни похвати при рисуването. Мотивите на пейзажите му са пределно прости и естествени, а живописта му е лишена от всякаква претенциозност.
Част от известните му пейзажи са „Големият фонтан“, „Златният бряг“, „Лунен ефект“. Красотата на пейзажа „Спаское-Лутовиново. Имението на Иван Тургенев.“ е традиционна за районите на Средна Русия. В далечината е показана линията на хоризонта, а в дъното са изобразени постройките на имението. Пейзажът е красив, разпознаваем, но приличащ на много други произведения на ландшафтната живопис от втората половина на 19 век.

## Памет
През 1913 г. е организирана юбилейна изложба на художника. Картините на Бодаревски се съхраняват в много музеи в Украйна и Русия – Държавния руски музей, Третяковската галерия, Киевския държавен музей, Одеската картинна галерия, Закарпатската картинна галерия в Ужгород, Чувашката художествена галерия в Чебоксари, Художествения музей в Хабаровск и други.
- Поглед към Кремъл и река Москва в нощта на коронясването на Николай II (ок. 1896)
- Апостол Павел на съд (1875)
- Първият ден на Успенския пост в Малорусия (1892)
- Красавица-декадентка (1903)
- Край езерото (около 1890)
- Портрет на момиченце

- Гола жена (около 1900)
- Гола жена в ателието (преди 1921)
- Слънчеви бани (около 1900)
- Любимец (1905)
- Лежаща гола жена (преди 1921)
- Модел (1921)